# Сульфид железа(III)-калия
Сульфид железа(III)-калия — неорганическое соединение, 
комплексная соль железа, калия и сероводородной кислоты с формулой KFeS2,
пурпурные кристаллы,
не растворяется в воде,
медленно реагирует с ней.

## Получение
- Спекание свежевосстановленного железа, карбоната калия и серы в инертной атмосфере:

{\displaystyle {\mathsf {6Fe+4K_{2}CO_{3}+13S\ {\xrightarrow {900-1000^{o}C}}\ 6KFeS_{2}+K_{2}SO_{4}+4CO_{2}}}}

## Физические свойства
Сульфид железа(III)-калия образует пурпурные (рыжевато-фиолетовые) кристаллы
моноклинной сингонии,
пространственная группа C 2/c,
параметры ячейки a = 0,705 нм, b = 1,128 нм, c = 0,540 нм, β = 112,5°, Z = 4.
Не растворяется в воде, медленно реагирует с ней.